# 沉積物

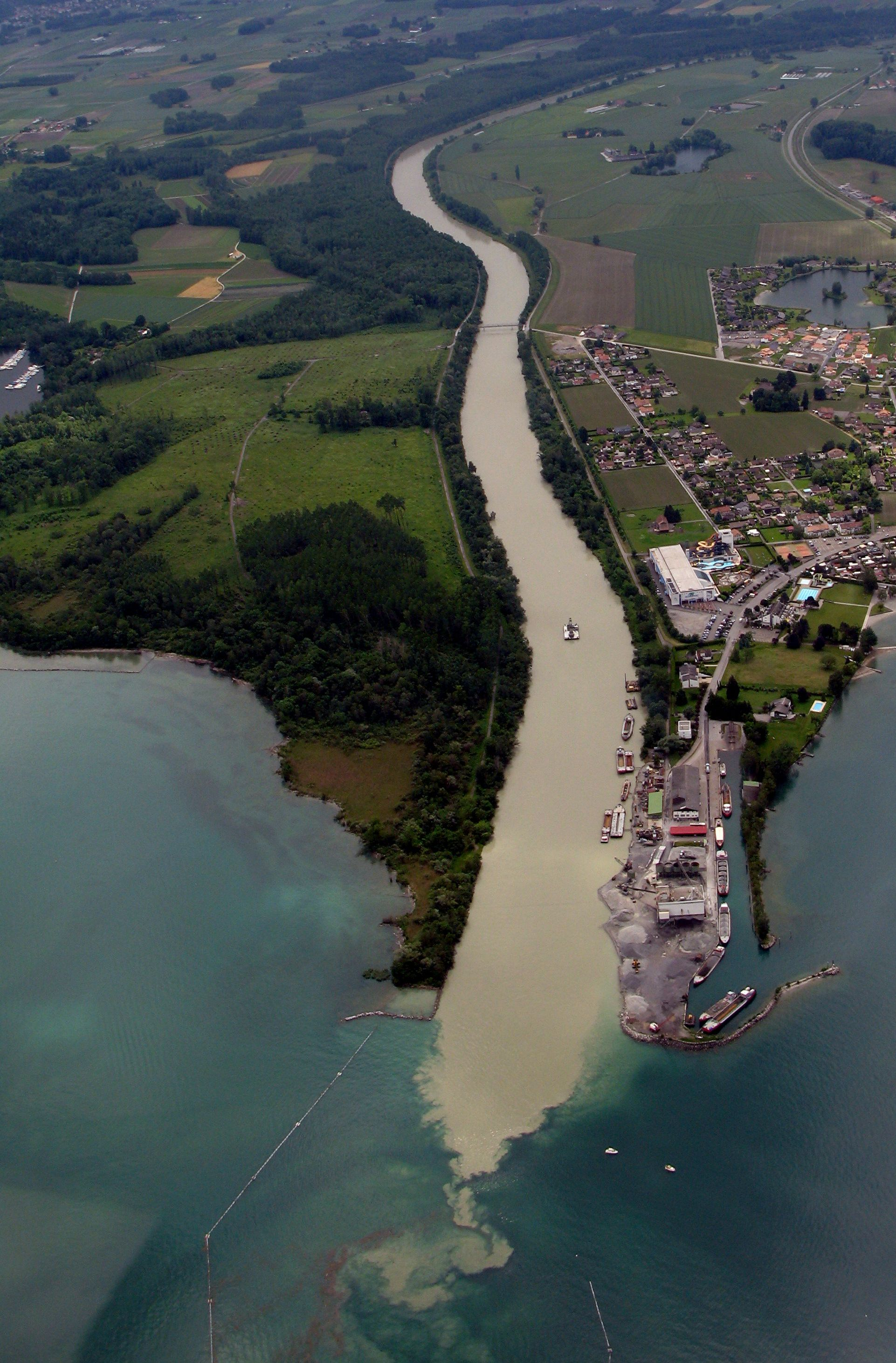
富有沉積物的羅納河流進日內瓦湖

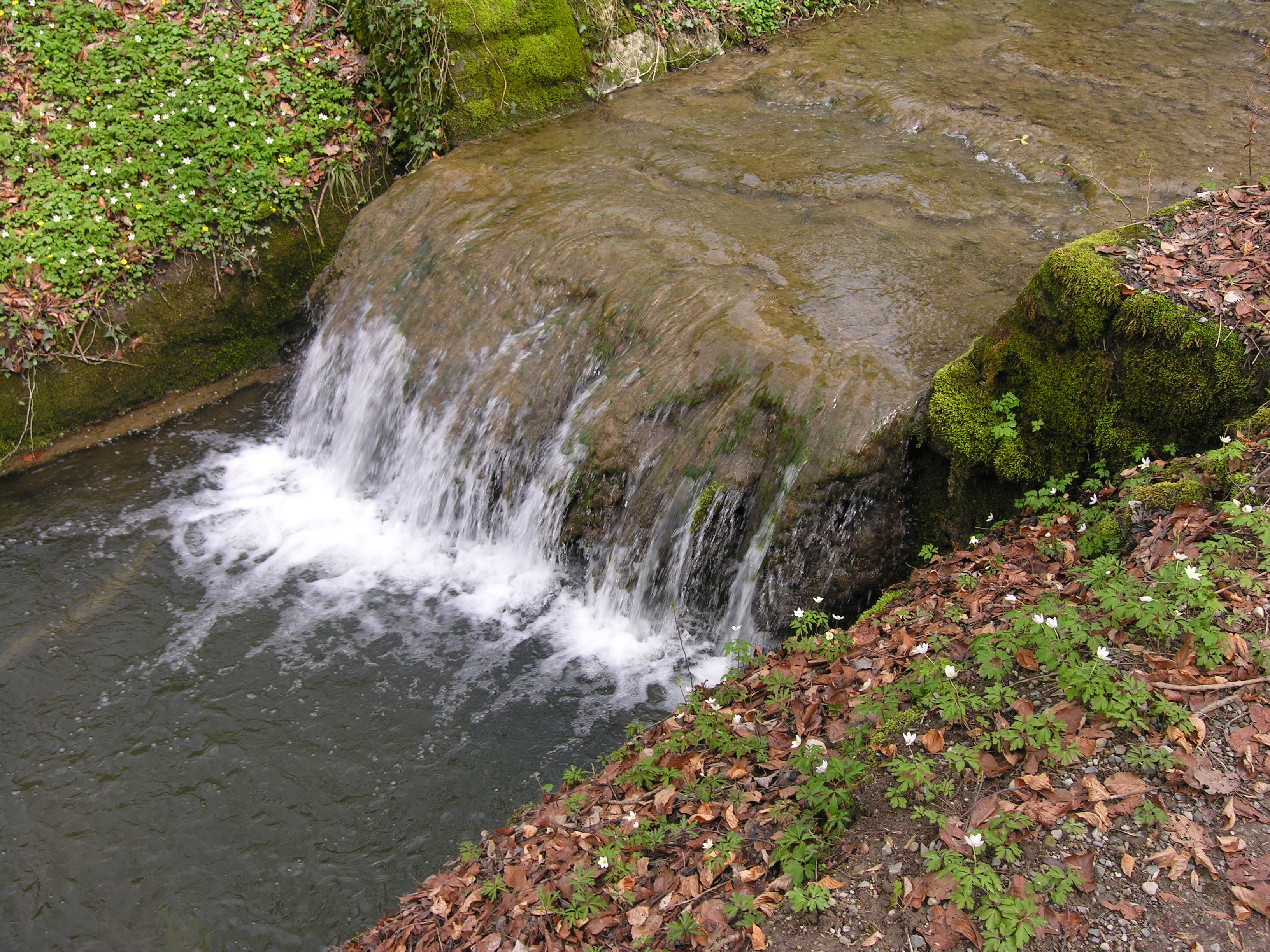
沉積物在人造防波堤累積，因為防波堤減慢水流速度令水流可攜帶沉積物減少。

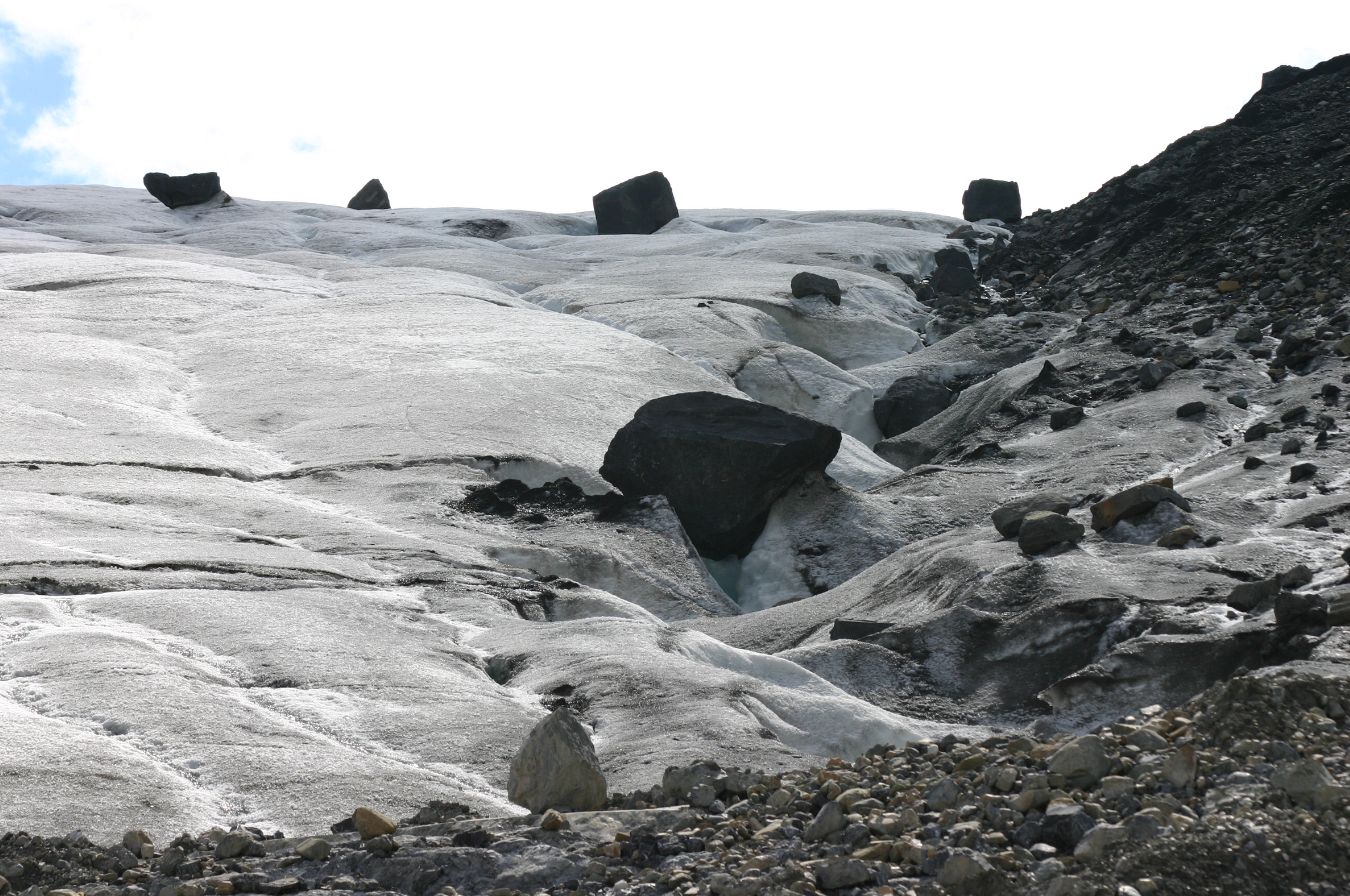
冰川搬運石塊。那些石塊在冰川退縮時會沉積起來。因冰川作用而形成的沉積物稱作冰磧物

沉積物為任何可以由流體流動所移動的微粒，並最終成為在水或其他液體底下的一層固體微粒。沉積作用即為混懸劑的沉降過程。
沉積物亦可以由風（風成過程）及冰川搬運。沙漠的沙丘及黃土是風成運輸及沉積的例子。冰川的冰磧石礦床及冰磧是由冰所運輸的沉積物。簡單的重力崩塌製造了如碎石堆、山崩沉積及喀斯特崩塌特色的沉積物。每一種沉積物類型有不同的沉降速度，依據其大小、容量、密度及形狀而定。
海、海洋及湖均會累積沉積物。這些物質可以在陸地沉積或是海洋沉積。陸生的沉積物由陸地產生，但是可以在陸地、海洋或湖泊沉積。沉積物是沉積岩的原料，沉積岩可以包含水棲生物的化石。這些水棲生物在死後被累積的沉積物所覆蓋。未石化的湖床沉積物可以用來測定以前的氣候環境。

## 河流或溪流的沉積物

### 運送沉積物的最低速度
一個流體要運送沉積物，流體所施加的床面剪應力一定要比床面臨界剪應力大。超過此臨界的應力後，沉積物運送的方法則由沉積物與流體的特性有關。如果一個流體如水正流動，她可以攜帶混懸劑。沉降速度為水流要達到運送堆積物、沉積物及低濃度的混懸劑的最低速度，用史托克定律（Stokes' Law）列出如下：
{\displaystyle w={\frac {2(\rho _{p}-\rho _{f})gr^{2}}{9\mu }}}
而w為沉降速度，ρ為密度（下標符號p及f分別地為微粒及流體），g為自由落體的加速度，r為微粒半徑而μ為流體動力黏度。此方程式只適用於微粒的雷諾數（Reynold's numbers）<1。

### 沉積物的跳躍運動
如流動速度比沉降速度大，沉積物就會用"懸浮負載"的方式運送到下游。由於在水流的沉積物的大小波幅大，部分大體積的沉積物會在河床或溪床坐落下來，但是仍保持向下游前進。這些沉積物被稱為"推移質"或"底沙"（bed load），而沉積物所經歷的過程則稱為「跳躍運動」（saltation），意即不停利用水流帶動一段短距離，而再次坐落下來。沉積物在跳躍運動中以滾動或滑動的方式移動。跳躍運動的印記常常在堅固的岩石上保留著，並被利用作估計河水在堆積沉積物時的流動速度。

### 影響侵蝕或沉積的因素
沉積物的運送與沉積的平衡可以由艾克納方程得出。此方程的重要性在於水深與斜度會影響其剪應力，從而引起地區侵蝕及堆積作用。大規模的轉變如水壩的建設或拆除、海平面改變河流基準面（Base level）可以引起河流全面堆積其負載或快速侵蝕河床的底物。

### 數學模型的應用
早期應用數學模型去模擬河流系統中的沉積物的運送在1970年代後期。其中一項應用由聖塔克魯茲縣 (美國加州)發起，模擬聖洛倫索河（San Lorenzo River）去研究逕流引致的侵蝕作用及其引發的下游流域的濁度（turbidity）和推移質輸送（bedload transport）。此項目被用作分析土地利用對此流域的影響。

### 人為沉積物的製造
引起河道沉積物淤積的一個主要原因是熱帶森林的刀耕火種。當地面的植物被砍伐及一切生物都遭到燒毀後，上層土壤變得對風或水的侵蝕十分脆弱。在地球上的一些區域，整個國家的土壤都被侵蝕。例如馬達加斯加正中的高原，佔全國約一成地方，實際上她整個景色的植被都被完全清洗，形成的沖溝有50米深及一公里闊。輪耕是一個在世上部分地區會與刀耕火種一起使用的農業系統。以上不停供應沉積物負載給馬達加斯加向西流的河流，令其河水顏色呈現深棕紅色，及引起魚類大量死亡。

### 逕流
逕流的水可以帶走土壤微粒及經由陸路流動運送他們到達較低的地面或是到達承受水域。這情況下沉積物會導致土壤侵蝕。當雨水落下時沖散泥土，這現象被稱為濺蝕。如果影響滲透至比較大的區域及沖刷速度是沉積物被帶走的主要原因時，這現象被稱為片蝕。如果因水高速流過地面帶走泥土而造成大量的溝道時，這現象被稱為蝕溝沖蝕。

### 河流底形
任何微粒直徑約0.7毫米會在河床或溪床（Stream bed）形成可見地形特徵如波痕（Ripple marks）、沙丘、層面（bedding-plane）、反沙丘（antidunes）。底形常常保留在沉積岩中，亦會被用作估計沉降流動的方向及強度。

### 主要沉積環境
河流的主要沉積環境有：
1. 三角洲（位於河流與海洋之間）
2. 點砂壩沉積（英语：Point bar）（Point-bars）
3. 沖積扇（Alluvial Fan）
4. 遊蕩性河道（Braided river）
5. 牛角湖（Oxbow lake）
6. 天然堤（Levee）

## 大海及海洋的沉積物

### 沉積物的來源
第二主要有沉積物懸浮的環境為大海及海洋。沉積物可能包含由河流及溪流供應的陸生物質或是經海洋加工的沉積物如沙。在深海，沉積物的堆積主要由生物形成，她們的貝殼在死後沉入海床。

### 海洋底形
底形亦可以在海洋環境中找到，其特色受到潮汐或水流影響。

### 主要沉積環境
海洋的主要沉積環境有：
1. 濱岸帶（Littoral zone）的沙（如沙灘、逕流、沙洲（shoal）、沙咀，主要為沉積岩及較少生物成分）
2. 大陸架的淤泥及黏土，較多生物成分）
3. 大陸架邊緣（少陸生物質供應，主要為方解石等生物骨骼）
4. 大陸架山坡（幼細很多的淤泥及黏土）
5. 河口或海口灣海床，其沉積物稱為灣淤泥（bay mud）

## 第三環境的沉積物
另外一個沉積環境為河流與海洋的混合，稱為濁積（turbidite）系統。它成為沉積盆地（sedimentary basin）、深海平原及海溝的主要沉積物供應來源。